# Lucius Baston
Lucius Baston es un actor y productor de cine estadounidense de Queens, Nueva York. Es conocido por sus papeles en Atlanta, Lovecraft Country y The Underground Railroad.

## Primeros años
Baston, el menor de dos niños, comenzó a entretener a la edad de 11 años como disc jockey (DJ) para eventos comunitarios y escolares. Más tarde, a través de múltiples cambios en la profesión, Baston despertó un nuevo interés en una carrera como actor al ver los disparos en la cabeza de un amigo. Desde 2005, comenzó la progresión de sus roles en la pantalla.

## Carrera
Después de trabajar como DJ en su juventud, Baston se unió a la Fuerza Aérea de los Estados Unidos durante once años. Más tarde procedió a seguir una carrera en electrónica y luego en el aire como locutor de radio. Después de estos esfuerzos, Baston pasó a hacer una carrera en la industria de la actuación. Comenzó asistiendo al Taller de Performers Studio donde perfeccionó sus habilidades.

## Filmografía

### Películas
- 2005: The Touch .
- 2007: Father of Lies.
- 2008: The Belly of the Beast.
- 2009: Bad Lieutenant: Port of Call New Orleans.
- 2009: Robodoc.
- 2010: The Wronged Man.
- 2010: Adventure Scouts.
- 2011: Teen Spirit.
- 2011: Terminal Kill.
- 2011: Cassadaga.
- 2012: Tooth Fairy 2.
- 2014: Ride Along.
- 2014: The Breaking Point.
- 2014: Frank vs. God.
- 2014: Jessabelle.
- 2015: Bad Ass 3: Bad Asses on the Bayou.
- 2015: Sex School.
- 2015: N.O.L.A Circus.
- 2016: Ride Along 2.
- 2016: The Last Punch.
- 2018: Dirt Road to Lafayette.
- 2018: Daphne & Velma.
- 2018: The Front Runner.
- 2019: The Best of Enemies.
- 2019: Keys to the City.
- 2020:  	By Night's End.
- 2022: El cuartel secreto

### Televisión
- 2011: House of Payne.
- 2011: Treme.
- 2012: Common Law.
- 2012: Homeland.
- 2012: Revolution.
- 2012-2013: Suit Up.
- 2013: Magic City.
- 2014: Graceland.
- 2015: Real Rob.
- 2016: The Inspectors.
- 2016: Roots.
- 2016: Stranger Things.
- 2016: Atlanta
- 2017: Queen Sugar.
- 2018: The Quad.
- 2018: Love Is_.
- 2019: Insatiable.
- 2019: The Purge
- 2019: Lovecraft Country.
- 2019-2021: Bigger.
- 2021: The Underground Railroad.
- 2021: Loki.

## Cortometrajes
- 2007: Unspeakable.
- 2007: Paso Doble.
- 2010: The More Perfect Yellow.
- 2010: Brock Stetson.
- 2018: 83 Days.